# Marcos Acuña
Marcos Javier Acuña (Zapala, 28 oktober 1991) is een Argentijns voetballer die doorgaans als middenvelder of linksbuiten speelt. Hij verruilde Sporting CP in september 2020 voor Sevilla. Acuña debuteerde in 2016 in het Argentijns voetbalelftal, waarmee hij in 2022 wereldkampioen werd.

## Carrière
Acuña stroomde in 2011 door vanuit de jeugd van Ferro Carril Oeste. Daarvoor debuteerde hij op 16 april 2011 in het eerste elftal, op dat moment actief in de Primera B. Hij viel die dag in de 64e minuut in voor Jorge Pereyra Díaz tijdens een met 0–3 gewonnen competitiewedstrijd uit bij Atlético Independiente.
Na vier jaar en meer dan honderd wedstrijden op het tweede niveau tekende Acuña in juli 2014 een contract bij Racing Club. Daarmee werd hij datzelfde jaar kampioen in de Primera División. Als gevolg hiervan maakte hij op 25 februari 2015 ook zijn debuut in de CONMEBOL Libertadores, thuis tegen Guaraní (4–1).
Acuña verruilde Racing Club in juli 2017 voor Sporting CP. Met de Portugese club won hij drie keer een bekertoernooi, twee keer de Taça da Liga en een keer de Taça de Portugal. In september 2020 transfereerde Acuña naar Sevilla.

## Clubstatistieken
| Seizoen         | Club               | Competitie       | Competitie | Competitie | Beker | Beker | Internationaal | Internationaal | Totaal | Totaal |
| Seizoen         | Club               | Competitie       | Wed.       | Dlp.       | Wed.  | Dlp.  | Wed.           | Dlp.           | Wed.   | Dlp.   |
| --------------- | ------------------ | ---------------- | ---------- | ---------- | ----- | ----- | -------------- | -------------- | ------ | ------ |
| 2010/11         | Ferro Carril Oeste | Primera B        | 7          | 0          | 0     | 0     | —              | —              | 7      | 0      |
| 2011/12         | Ferro Carril Oeste | Primera B        | 31         | 2          | 1     | 0     | —              | —              | 32     | 2      |
| 2012/13         | Ferro Carril Oeste | Primera B        | 36         | 1          | 1     | 0     | —              | —              | 37     | 1      |
| 2013/14         | Ferro Carril Oeste | Primera B        | 39         | 2          | 2     | 0     | —              | —              | 41     | 2      |
| Club totaal     | Club totaal        | Club totaal      | 113        | 5          | 4     | 0     | 0              | 0              | 117    | 5      |
| 2014            | Racing Club        | Primera División | 16         | 2          | 2     | 1     | —              | —              | 18     | 3      |
| 2015            | Racing Club        | Primera División | 27         | 4          | 3     | 0     | 9              | 0              | 39     | 4      |
| 2016            | Racing Club        | Primera División | 10         | 1          | 3     | 1     | 10             | 1              | 23     | 3      |
| 2016/17         | Racing Club        | Primera División | 25         | 9          | 0     | 0     | 3              | 1              | 28     | 10     |
| Club totaal     | Club totaal        | Club totaal      | 78         | 16         | 8     | 2     | 22             | 2              | 108    | 20     |
| 2017/18         | Sporting CP        | Primeira Liga    | 31         | 4          | 10    | 1     | 13             | 1              | 54     | 6      |
| 2018/19         | Sporting CP        | Primeira Liga    | 30         | 1          | 9     | 0     | 6              | 0              | 45     | 1      |
| 2019/20         | Sporting CP        | Primeira Liga    | 24         | 2          | 5     | 0     | 6              | 0              | 35     | 2      |
| Club totaal     | Club totaal        | Club totaal      | 85         | 7          | 24    | 1     | 25             | 1              | 134    | 9      |
| 2020/21         | Sevilla            | Primera División | 30         | 1          | 3     | 0     | 4              | 0              | 37     | 1      |
| 2021/22         | Sevilla            | Primera División | 31         | 1          | 2     | 0     | 8              | 0              | 41     | 1      |
| 2022/23         | Sevilla            | Primera División | 10         | 0          | 0     | 0     | 4              | 0              | 14     | 0      |
| Club totaal     | Club totaal        | Club totaal      | 71         | 2          | 5     | 0     | 16             | 0              | 92     | 2      |
| Carrière totaal | Carrière totaal    | Carrière totaal  | 347        | 30         | 41    | 3     | 63             | 3              | 451    | 36     |

Bijgewerkt t/m 19 december 2022

## Interlandcarrière
Acuña debuteerde op 16 november 2016 in het Argentijns voetbalelftal, tijdens een met 3–0 gewonnen kwalificatiewedstrijd voor het WK 2018 thuis tegen Colombia. Hij viel die dag in de 85e minuut in voor Ángel Di María. Bondscoach Jorge Sampaoli nam hem anderhalf jaar later mee naar het WK 2018, zijn eerste eindtoernooi. Hierop deed hij mee in één groepswedstrijd. Acuña maakte ook deel uit van de Argentijns ploeg op de Copa América 2019, waarop hij drie wedstrijden speelde.
Tijdens het wereldkampioenschap voetbal 2022 won hij met het Argentijns voetbalelftal op 18 december 2022 de finale met een 4-2 eindstand na strafschoppen tegen Frankrijk. Hierdoor werden hij en zijn team wereldkampioen.

## Erelijst
| Competitie                   | Aantal      | Jaren            |             |             |
| Racing Club                  | Racing Club | Racing Club      | Racing Club | Racing Club |
| ---------------------------- | ----------- | ---------------- | ----------- | ----------- |
| Primera División             | 1x          | 2014             |             |             |
| Sporting CP                  |             |                  |             |             |
| Taça de Portugal             | 1x          | 2018/19          |             |             |
| Taça da Liga                 | 2x          | 2017/18, 2018/19 |             |             |
| Sevilla                      |             |                  |             |             |
| UEFA Europa League           | 1x          | 2022/23          |             |             |
| UEFA–CONMEBOL Club Challenge | 1x          | 2023             |             |             |

| Competitie                     | Winnaar    | Winnaar    | Runner-up  | Runner-up  | Derde      | Derde      |
| Competitie                     | Aantal     | Jaren      | Aantal     | Jaren      | Aantal     | Jaren      |
| Argentinië                     | Argentinië | Argentinië | Argentinië | Argentinië | Argentinië | Argentinië |
| ------------------------------ | ---------- | ---------- | ---------- | ---------- | ---------- | ---------- |
| FIFA-wereldkampioenschap       | 1x         | 2022       |            |            |            |            |
| CONMEBOL Copa América          | 1x         | 2021       |            |            | 1x         | 2019       |
| CONMEBOL–UEFA Cup of Champions | 1x         | 2022       |            |            |            |            |

1 Fernández ·
3 Pedrosa ·
4 Salas ·
6 Gudelj ·
7 Romero ·
8 Ortiz ·
9 Iheanacho ·
10 Suso ·
11 Lukebakio ·
12 Sambi Lokonga ·
13 Nyland ·
14 Peque ·
15 Montiel ·
16 Navas  ·
17 Ñíguez ·
18 Agoumé ·
19 Barco ·
20 Sow ·
21 Ejuke ·
22 Badé ·
23 Marcão ·
24 Nianzou ·
26 Sánchez ·
27 Idumbo Muzambo ·
31 Flores ·
32 Carmona ·
Coach: Pimienta
· Assistent-coach: García
1 Guzmán ·
2 Mercado ·
3 Tagliafico ·
4 Ansaldi ·
5 Biglia ·
6 Fazio ·
7 Banega ·
8 Acuña ·
9 Higuaín ·
10 Messi  ·
11 Di María ·
12 Armani ·
13 Meza ·
14 Mascherano ·
15 Pérez ·
16 Rojo ·
17 Otamendi ·
18 Salvio ·
19 Agüero ·
20 Lo Celso ·
21 Dybala ·
22 Pavón ·
23 Caballero ·
Coach: Sampaoli
1 Armani ·
2 Foyth ·
3 Tagliafico ·
4 Saravia ·
5 Paredes ·
6 Pezzella ·
7 Pereyra ·
8 Acuña ·
9 Agüero ·
10 Messi  ·
11 Di María ·
12 Marchesín ·
13 Funes Mori ·
14 Casco ·
15 Pizarro ·
16 De Paul ·
17 Otamendi ·
18 Rodríguez ·
19 Suárez ·
20 Lo Celso ·
21 Dybala ·
22 Martínez ·
23 Musso ·
Coach: Scaloni
1 Armani ·
2 Foyth ·
3 Tagliafico ·
4 Montiel ·
5 Paredes ·
6 Pezzella ·
7 De Paul ·
8 Acuña ·
9 Álvarez ·
10 Messi  ·
11 Di María ·
12 Rulli ·
13 Romero ·
14 Palacios ·
15 Correa ·
16 Almada ·
17 Gómez ·
18 Rodríguez ·
19 Otamendi ·
20 Mac Allister ·
21 Dybala ·
22 La. Martínez ·
23 E. Martínez ·
24 Fernández ·
25 Li. Martínez ·
26 Molina ·
Coach: Scaloni